# Río Tipitapa
Río Tipitapa är en flod i Nicaragua.